# Polisportiva Benevento 1976-1977
Questa voce raccoglie le informazioni riguardanti la Polisportiva Benevento nelle competizioni ufficiali della stagione 1976-1977.

## Rosa
| N. |                   | Ruolo | Calciatore           |
| -- | ----------------- | ----- | -------------------- |
|    | Italia (bandiera) | D     | Guido Battilani      |
|    | Italia (bandiera) | C     | Arturo Bertuccioli   |
|    | Italia (bandiera) | P     | Leonorio Borghese    |
|    | Italia (bandiera) | A     | Ferdinando Bozzi     |
|    | Italia (bandiera) | C     | Enrico Cannata       |
|    | Italia (bandiera) | D     | Antonio De Falco     |
|    | Italia (bandiera) | P     | Enrico De Faveri     |
|    | Italia (bandiera) |       | De Foglio            |
|    | Italia (bandiera) | C     | Arrigo Dolso         |
|    | Italia (bandiera) | D     | Sergio Facchi        |
|    | Italia (bandiera) | D     | Primo Fontana        |
|    | Italia (bandiera) | D     | Carlo Fracassi       |
|    | Italia (bandiera) | D     | Alessandro Gibellini |
|    | Italia (bandiera) | A     | Procolo Iancarelli   |

| N. |                   | Ruolo | Calciatore       |
| -- | ----------------- | ----- | ---------------- |
|    | Italia (bandiera) | A     | Giuseppe Izzo    |
|    | Italia (bandiera) | A     | Sandro Magnini   |
|    | Italia (bandiera) | P     | Giustino Melillo |
|    | Italia (bandiera) | A     | Mario Nicolini   |
|    | Italia (bandiera) | D     | Oris Pazzagli    |
|    | Italia (bandiera) | D     | Mario Perego     |
|    | Italia (bandiera) | C     | Francesco Radio  |
|    | Italia (bandiera) | C     | Edoardo Reja     |
|    | Italia (bandiera) | D     | Pietro Sabatini  |
|    | Italia (bandiera) | A     | Fernando Scarpa  |
|    | Italia (bandiera) | A     | Adriano Tedoldi  |
|    | Italia (bandiera) |       | Bruno Tozzi      |
|    | Italia (bandiera) | D     | Enzo Vecchiè     |
|    | Italia (bandiera) | C     | Vladimiro Zunino |